# Sernhac
Sernhac település Franciaországban, Gard megyében. Lakosainak száma 1816 fő (2022. január 1.). Sernhac Fournès, Lédenon, Meynes, Montfrin, Remoulins és Saint-Bonnet-du-Gard községekkel határos.

## Népesség
A település népessége az elmúlt években az alábbi módon változott:
| Lakosok száma | 903  | 899  | 1155 | 1443 | 1737 | 1718 | 1755 | 1765 | 1782 | 1816 |
|               | 1968 | 1982 | 1990 | 2006 | 2013 | 2015 | 2017 | 2019 | 2020 | 2022 |